# Agrostis aenea
Agrostis aenea é uma espécie de gramínea do gênero Agrostis, pertencente à família Poaceae.